# 哀侯 (燕)
哀侯（あいこう、生年不詳 - 紀元前765年）は、燕の君主。名は。頃侯の子で、その後を受けて燕国の君主となった。在位2年。